# احمدرضا خان بریلوی
احمد رضاخان بریلوی معروف به اعلا حضرت (۱۸۵۶–۱۹۲۱) عالم، فقیه، فیلسوف، متکلم، زاهد، صوفی، شاعر هندوستانی بود.
وی در زمینه حقوق، دین، فلسفه و علم نوشت و از آنجا که در بسیاری از موضوعات در علوم عقلی و دینی تسلط داشت، فرانسیس رابینسون، یکی از دانشمندان برجسته غربی اسلام جنوب آسیا، او را فردی جمیع العلوم یا همه چیز دان می‌داند.
او رهبر جنبش بریلوی در جنوب آسیا شد و میلیون‌ها نفر را تحت تأثیر قرار داد که امروزه حدود دویست میلیون نفر عضو دارد.
احمدرضاخان در دوره‌ای پا به عرصه وجود گذاشت که تفکرات وهابیت در میان مسلمانان حنفی مذهب گسترش پیدا کرده بود. عده‌ای در شبه‌قاره متمایل به عقاید وهابیت شده و درزمینهٔ برخی از مسائل اعتقادی با سایر مسلمانان اختلاف داشتند؛ تا جایی که حتی حکم به ارتداد یا خروج مسلمانان از اسلام را می‌دادند.
احمدرضاخان با توجه به فضای موجود در جامعه هند، جنبش خود را از مدرسه جامعه منظرالاسلام، واقع در بریلی آغاز کرد. حرکت او بر اساس باورهای حنفی و در واکنش به باورهای وهابیت و دیوبندیه بود.
احمدرضاخان بریلوی در زمان خود به شهرت و مقبولیت فراوانی دست‌یافت به‌طوری‌که علما از اقصی نقاط به ملاقات وی میشتافتند و افراد زیادی برای کسب علم از محضر وی در شهر بریلی ساکن شدند. برخی از شاگردان پس از مدتی شاگردی، مقام «خلافت» را از او دریافت کردند. خلافت به معنای دریافت اجازه تبلیغ و نشر دیدگاه‌های فقه حنفی با قرائت احمد رضا خان از دین بود.

## آثار
اسامی کامل همه تالیفات در کتاب امام احمد رضا خان بریلوی نبذه من حیاته و عقائده نام برده شده است(1)
احمد رضا خان دارای آثار فراوانی بود که برخی از این آثار به این شرح است:
۱. کنز الإیمان فی ترجمة القرآن.
۲. العطایا النبویه فی الفتاوی الرضویه (۳۰ جلد).
1. الأحکام الشرعیه.
2. خالص الإعتقاد.
3. سبحان السبوح.
4. حسام الحرمین علی منحر الکفر والمین.
5. دوام العیش من الائمة من قریش.
6. ملفوظات.
7. حدائق بخشش.

۱۰. الدولة المکیة بالمادة الغیبیة.

## عقاید
احمد رضا خان شاهد انحطاط فکری و اخلاقی مسلمانان در هند بریتانیا بود. وی یکی از افراد جنبش احیای اسلام بود و برای اینکار بیشتر به یک سری عقاید صوفیانه پرداخت.
او در این زمینه از عقاید زیر حمایت کرد:
۱- محمد با اینکه انسان کامل است، دارای نور پیش از خلقت بوده‌است. این در تضاد با دیدگاه دیوبندی است که محمد، فقط یک انسان کامل، انسانی محترم اما از نظر فیزیکی معمولی است.
۲--محمد حاضر نذیر اعمال امت خود است، به این معنا که به اعمال قوم خود می‌نگرد و شاهد آن است.
او در کتاب فتاوی رضویه خود می‌گوید:
- شریعت اسلام قانون نهایی است و پیروی از آن بر همه مسلمانان واجب است.
- خودداری از بدعت ضروری است؛
- تقلید از کفار و معاشرت با گمراهان و شرکت در اعیاد آنان جایز نیست.
- شرح کاملی از عقاید بریلوی در کتاب امام احمد رضا خان بریلوی نبذه من حیاته و تالیف غلامحسین بنافی بيان شده ،این کتاب به جهت صحت مطالب نقل شده به پاکستان ارسال شد و دارای گواهی صحت مطالب از علمای بریلوی پاکستان است که در صفحات اول کتاب آورده شده است. جهت آشنائی اولیه می‌توان به سایت نویسنده با عنوان banafe.ir مراجعه نمود.
- منابع

1. ↑  Hayat-e-Aala Hadhrat, vol.1 p.1
2. ↑  Rahman, Tariq. "Munāẓarah Literature in Urdu: An Extra-Curricular Educational Input in Pakistan's Religious Education." Islamic Studies (2008): 197–220.
3. ↑  Robinson, Francis (1988). Varieties of South Asian Islam. The Centre for Research in Ethnic Relations (CRER), University of Warwick. p. 8.
4. 1 2  بنافي، غلامحسين. [banafe.ir Barelvi oxfordreference.com] مقدار |پیوند= را بررسی کنید (کمک) (به عربي). ج. يك جلد.
5. ↑  منتظری، حسن، بررسی سلفی گری در شبه‌قاره هند، ص4-5.
6. ↑  قادری رضوی، ظفر الدین، حیات اعلی حضرت، مکتب نبویه، ص1031.
7. ↑  Pakistan perspectives, Volume 7. Pakistan Study Centre, University of Karachi, 2002.
8. ↑  N. C. Asthana; A.Nirmal (2009). Urban Terrorism: Myths And Realities. Pointer Publishers. p. 67. ISBN 978-81-7132-598-6.